# Albotricha acutipila
Albotricha acutipila är en svampart som först beskrevs av Petter Adolf Karsten, och fick sitt nu gällande namn av Raitv. 1970. Albotricha acutipila ingår i släktet Albotricha och familjen Hyaloscyphaceae.   Inga underarter finns listade i Catalogue of Life.
I den svenska databasen Dyntaxa används istället namnet Dasyscyphella acutipilosa för samma taxon.  Arten är reproducerande i Sverige.